# 2ちゃんねる (2ch.net)
2ちゃんねるは、1999年5月に開設された日本最大級の電子掲示板（匿名掲示板）サイト。ドメインは「2ch.net」。西村博之が個人サイトとして開設し、2014年に管理者が交代したのち、2017年に「5ちゃんねる」に改名した。通称・略称は「2ちゃん｣ 「2ch」など。公式姉妹サイトに8chan（現・8kun）がある。
「2ちゃんねる」および「2ch」は、西村博之が日本国内で権利を有する商標である。
日本のメディアでは「匿名掲示板」であると紹介されることが多いが、2003年1月7日から全書き込みについてIPアドレスの記録・保存を始めており、厳密には匿名掲示板ではなくなっているとCNET Japanは報じている。

## 概要

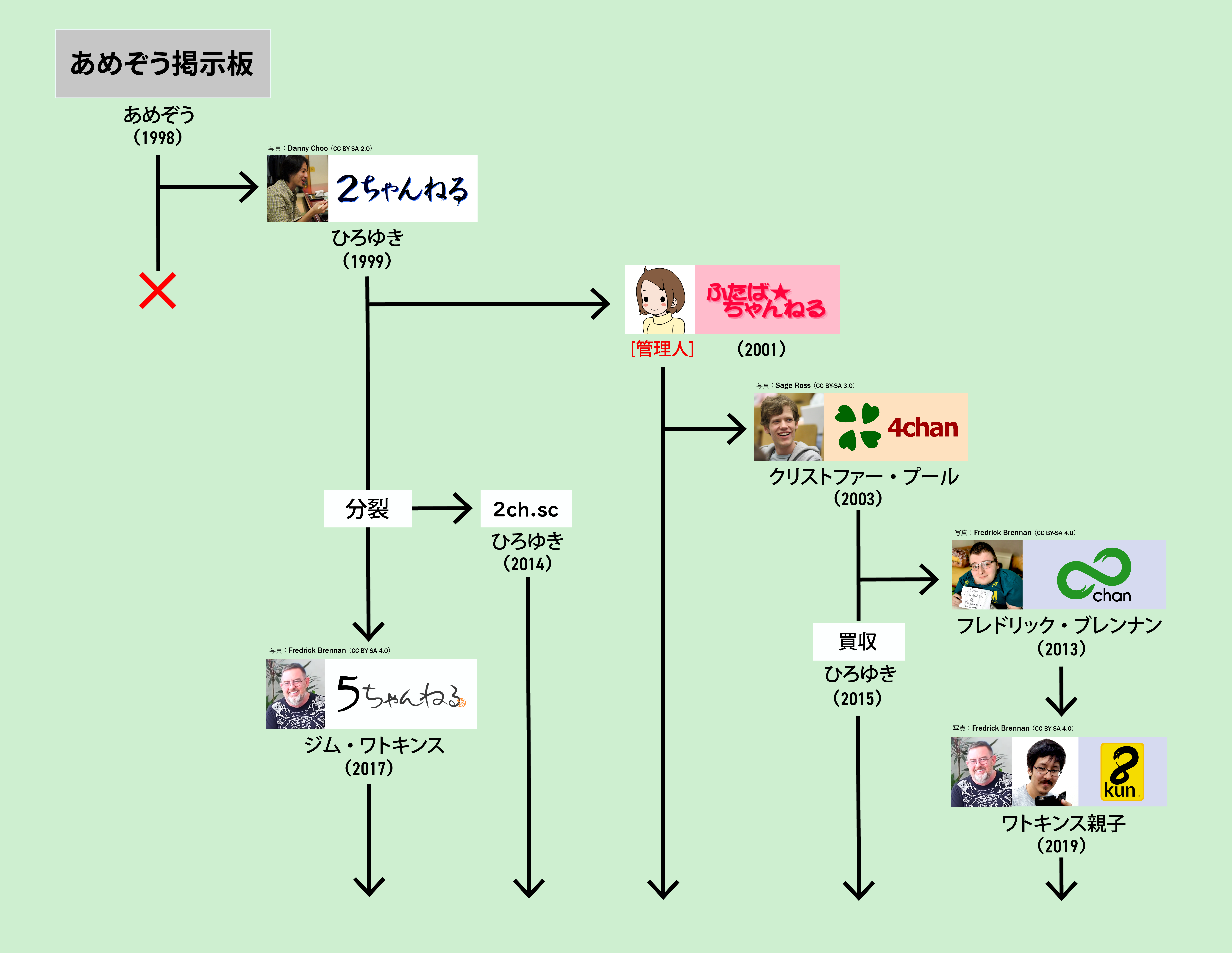
日本で発祥したスレッドフロート型匿名掲示板の系譜。西村博之が1999年に開設した2ちゃんねる（現・5ちゃんねる）は、4chanや8chan（現・8kun）を含む、他すべてのchanサイトの起源となった。

2ちゃんねるは、あめぞう掲示板の後継サイトとして開設されたスレッドフロート型掲示板であり、複数の電子掲示板の集合体である。「2ちゃんねる」時代の掲示板利用者は「2ちゃんねらー」「ねらー」「ちゃねらー」などと呼ばれることもあった。「『ハッキング』から『今晩のおかず』まで」というキャッチフレーズの通り、幅広い分野の話題が投稿されている。
2009年1月1日、サイト管理者と名義が西村博之からシンガポールにある「パケットモンスター社」へ移転する（後述）。
2014年2月、2ちゃんねるの実質的管理権限が何らかの理由によりジム・ワトキンス（以下「ジム」）に移転、「ジム」が2ちゃんねるの実質的管理者となる。「ひろゆき」はこれに対抗し、「2ちゃんねる (2ch.sc)」を新たに開設した。
以下、管理権限移転以前の「2ちゃんねる」は、区別が必要な文脈において、「2ちゃんねる（2ch.net）」と表現する。
「2ちゃんねる（2ch.net）」が5ちゃんねる（ごちゃんねる）へと2017年10月1日に名称変更したことに伴って、ドメイン名も5ch.netへと変更された。ウェブ上の2ch.netへのアクセスは、すべて5ch.netに転送されるようになっている（後述参照）。
かつてGoogleが提供していたウェブサイト「Google Ad Planner」によると、2009年時点での2ちゃんねるの利用者は次のように分析されている。男女比は68:32で、年齢層は35～44歳が34%、25～34歳が17%、45～54歳が17%、0～17歳が14%。学歴は高校中退以下が31%、高卒が30%、大卒が34%、大学院修了が4%となっており、世帯年収は500万円未満が46%を占めているが、1000万以上が14%いるとされる。
2014年4月11日には、ユーザーが自由に編集できる「2ちゃんねる公式Wiki」が登場した。

## 歴史
1996年のインターネット黎明期には、あやしいわーるどなどの総合掲示板が存在したが、1998年に閉鎖。その後にあめぞう掲示板がそれらを引き継ぎ、総合掲示板として利用されていた。
しかし、あめぞうは安定したサーバー環境を確保できず、スクリプト荒らしなどにも遭ったため、1999年5月にあめぞうの避難所として2ちゃんねるが開設され、宣伝が行われた。2ちゃんねるの開設日は同年5月30日とする説と、5月16日とする説がある。当初の掲示板はクサチュー語変換や落書き帳など、ひろゆきが面白いと思うものを集めたウェブサイト内の一要素という位置づけで、その掲示板もあめぞうのスクリプトを流用したものではなく、最初は「クサチュー語変換スクリプト」を用いた「クサチュー語掲示板」であった。
こうして開設された2ちゃんねるは初期から日に1万の来訪者数があり、「東芝クレーマー事件」を大きく取り上げたことや、同年9月30日に発生した東海村JCO臨界事故の実況 などにより参加者が急増した。その後、あめぞう掲示板が同年10月から11月に機能不全に陥り、翌2000年には閉鎖したことで、より多くの利用者が2ちゃんねるに移動した。

### 利用者の増加
とはいえ、設立初期は一般社会にまで影響力を与えるほどの存在ではなく、芸能人や著名人本人がスレッドに書き込みをしてもそれほど騒ぎにならなかった。一例として、糸井重里は『2ちゃんねる宣言 挑発するメディア』9章の対談で、あめぞう時代からの利用者であることを語っている。また夏目房之介は、2ちゃんねる「降臨」直後に生出演したNHK・BS2『BSマンガ夜話漫画夜話』において「いやぁ〜、年甲斐もなく掲示板でアツくなっちゃって、寝不足です」と語っている。
しかし、2000年5月の西鉄バスジャック事件で犯人が2ちゃんねるに書き込んでいたことから急激に知名度を上げた。翌2001年3月には日本生命が誹謗中傷の書き込みをされたとして、東京地方裁判所に書き込み削除の仮処分申請を訴えた「日本生命事件」が起き、同年8月に東京地裁は書き込み削除を求める仮処分命令を下した。こうした事件により、2ちゃんねるは一般社会に広くその存在を知られるようになった。
2004年には訪問者が700万人を超え、Alexa Internet社の世界ウェブサイトのアクセスランキングで34位となった。
2009年には2ちゃんねるの利用人口は1,170万人となったが、ブログ、SNS、動画投稿サイト、携帯電話専用サイトなど他サービスの台頭の影響で、世界ウェブサイトのアクセスランキングは相対的に順位を下げ294位となった。

### 高齢化
2010年4月時点にて「若者の2ちゃんねる離れが進みユーザーが高齢化している」「2ちゃんねるは見ないが、『痛いニュース』は見るというように『まとめサイト』を見て必要情報を効率的に得ている可能性もある」と報道され、その7年後の2017年3月時点においても、同様の報道をされた。若者の間では本名やハンドルネームなどでのSNSが主流であり、匿名で一つの物事を深く掘り下げるような2ちゃんねるに魅力を感じていないことが原因として指摘されている。

### 訴訟と所有権の移転
2ちゃんねるでは誹謗中傷や名誉毀損、第三者の個人情報、著作物の無断転載、薬物の密売情報などが書き込まれた際に必要十分な対処がされないことが多く、管理人（当時）のひろゆきに対する民事訴訟が後を絶たなかった。
しかし、ひろゆきは代理人弁護士を立てず、裁判への出席もしなかったため、ほとんどの裁判で敗訴した（→擬制自白）。にもかかわらず損害賠償金を支払っていない。本人はそれについて次のように語っている。
2006年から2007年にかけて破産宣告の第三者申し立てが行なわれ「2ちゃんねるのドメイン（2ch.net）」を含むひろゆきの財産仮差押えの申請がなされるなどし、2009年1月2日に、ひろゆきはシンガポールの「PACKET MONSTER INC.」に運営権を移転し管理人から退くこととなった。しかし、実質的な運営権は移転しておらず管理会社は名義貸しをしただけであり、ひろゆきは2013年に東京国税局から約1億円の広告収入の申告漏れを指摘された。
2010年1月には、2ちゃんねる内の書き込みを書籍化した『ブラック会社に勤めてるんだが、もう俺は限界かもしれない』のひろゆきに支払われていた印税が差し押さえられ、初めて損害賠償金が回収された。

### 2ch.scと5ch.net
2014年2月19日、2ちゃんねるの実質的管理権限が何らかの理由によりジムに移転、ジムが2ちゃんねるの実質的管理者となる。ジムと思われる人物の主張によれば「『N.T.Technology』会長ジム・ワトキンスがサーバー料金の未払いを理由に、当時の運営陣であるひろゆきらを全員解任し、管理人にワトキンス本人とその親族が就任する」という主旨の発表であった。

同年4月1日、ひろゆきは運営から外されたことについて「違法な乗っ取り行為である」と宣告し、2ちゃんねる（「2ch.sc」。略称「sc」）という名称の電子掲示板を設立し、自身が管理人に就任した。
これに対しジムは「2ch.net」のドメインは「Race Queen Inc.」が所有し、現在の運営体制にも違法性はないとした上で、ひろゆきに対する法的対応を検討すると応酬した。「ひろゆき氏側とは協議を続ける意向だが、何ら司法判断が存在しない状態で、Race Queen inc.と商取引（広告掲載契約等）をすることに違法性があるということは法的には誤った判断」と批判し、「かかる商行為に違法性があるとの西村博之さんの主張は、Race Queen Inc. の名誉を著しく毀損するものであり、法的対応を検討せざるをえません」としている。
一方でひろゆきは、2009年1月に2ちゃんねるを名義上シンガポールの「パケットモンスター社」に譲渡し、同5月には著書『僕が2ちゃんねるを捨てた理由』を扶桑社から出版し「2chを手放した」と公言していたため、2ちゃんねらーたちは「西村は嘘つきだ」とバッシングをした。
2015年9月、ひろゆきは4chanのQ＆Aセッションでワトキンスを相手取り、日本において2ちゃんねるの所有権をめぐる訴訟を提起したことを表明。
2016年5月 - 7月、日本国内における「2ch」「2ちゃんねる」の商標権をひろゆきが取得した。一方で世界知的所有権機関（WIPO）は、ひろゆきからの「『2ch.net』のドメインが不法占拠されている」という申し立てを却下した。これを受け、Race Queen Inc. は「2ch.net」のTOPページにおいて「西村氏によるこれまでの一連の主張は全くもって虚偽で、2ch.scを含む西村氏の言動は運営を妨害する違法行為なので今後厳正に対処する」とコメントした。結果として、日本国内における「2ch」「2ちゃんねる」の商標権はひろゆきが、ドメイン「2ch.net」の登録権限は Race Queen Inc.が管理している状況となった。
この時期、特許庁はRace Queen Inc.が申請していた「2ch」「2ちゃんねる」の商標登録の無効審判請求を棄却した。この判決を受けて、ワトキンスは同年10月1日、2ちゃんねるを「Race Queen Inc.」から「Loki Technology社」に譲渡すると発表した。ワトキンスは「西村博之からの妨害行為により、ユーザーに安全かつ快適な利用を提供することが困難になったため」としている。譲渡先とされた「Loki Technology社」は、「権利関係で無用な紛争を生じさせないため、掲示板を新たに『5ちゃんねる（5ch.net）』として運営する」ことを発表した。ちなみに「5ちゃんねる」および「5ch」は、2ちゃんねるの技術担当者であり、8chan（現・8kun）の元管理人であるCode Monkey★が日本国内で権利を有する商標である。

### まとめサイト・転載禁止
2007年12月、ニュース速報板に立てられたスレッド（スレ）を、アフィリエイト広告などを設置して営利目的で無断転載するまとめブログが増え、スレ住人の間でその是非を巡る議論が高まったことを受け、当時の2ちゃんねる管理人であるひろゆきがニュー速（嫌儲）板を新設した。
2012年5月、情報の真偽を確認せず2ちゃんねるの書き込みを転載し、間違った情報を広めてしまうまとめサイトに対して未だ抗議があった。またスレッドの文脈を無視した編集がされる場合があり、時には本来存在しなかった書き込みが捏造される場合もあった。これについて当時の2ちゃんねる管理人であったひろゆきは、特に悪質とされた複数のまとめサイトに対し、名指しで転載禁止の処置を取った。ひろゆき自身はまとめサイトの根絶は不可能であると考えていたが、悪質なサイトに対しては引き続き対策をしていくとコメントした。
2014年2月、前述の通り2ちゃんねるの実質的運営者がジム・ワトキンスに代わる。その後2014年3月、2ちゃんねらーたちによる投票により複数の板が転載禁止になり、程なくして全ての板が転載禁止となった。5ちゃんねるとなった後の2017年11月にはまとめサイトに関するルールが変更され、まとめサイトは引用ではなく転載であるため「許可が必要」として、無断使用にはDMCA侵害として申し立てるとともに、民事訴訟・刑事訴訟による法的対応も取るとされた。

### 個人情報流出事件
2013年8月25日、「2ちゃんねる個人情報流出事件」が発生し、約4万件の2ちゃんねるビューア（通称「●」。現：プレミアムRonin）利用者の顧客情報と書き込み履歴、約15万件分の「●」と「お試し●」の管理情報、利用者のトリップの情報、運営に関わる者のキャップの情報の流出が確認された。

## 掲示板のシステム
2ちゃんねるは、スレッドフロート型掲示板と呼ばれる形態である。
それぞれの掲示板は、「カテゴリ」と呼ばれる大きな分野単位で区切られており、ニュース、食文化、ネット関係などがある。
その中で分野ごとに「板」（いた）と呼ばれるジャンルに分けられている。2ちゃんねる内には多くの板が存在するが、利用者数は板によって大きく異なる。極端に利用者が少ない板は過疎板と呼ばれ、その逆に極端に利用者が多い板は過密板と呼ばれている。
各板には、その分野に属する話題ごとに細かく分けられたスレッド（スレ）が存在する。掲示板への書き込みや閲覧は、このスレッドの中で行われる。スレッドに書き込まれた文章をレス（レスポンス＝返信の略）と呼ぶ。
2016年5月現在、およそ905個の板があり、各板には数十から数百のスレッドがある。板は時折新設されるほか、「バーゲン板」のように特定の季節にだけ開設される板もある。2002年5月 - 6月には2002 FIFAワールドカップ実況板（4板）、2004年8月にはオリンピック期間中限定の専用板が新設されたこともある。また過去には、当時の管理人ひろゆきの誕生日に、彼を祝福することのみを目的とした板が新設されたこともある。
各スレッドでは匿名での投稿が可能となっており、利用者が名前を入力しないで投稿を行うと、板ごとに設定された仮の名前が自動的につけられるようになっている。仮の名は「名無しさん」を基本として板によりさまざまなバリエーションがあるが、ほとんどの利用者は匿名で投稿を行うため、一見すると「名無しさん」という名前の人間が連続して投稿を行っているように見えることがある。。
基本的には規制されなければ（#規制参照）誰でも書き込むことができるが、規制情報板と●板、beカテゴリの3板は書き込みが制限されている。規制情報板は2ちゃんねるで規制されているプロバイダーの情報を掲載しているという理由から、規制に関わる規制人や報告人しか書き込めない。●板は●（2ちゃんねるビューア）を持っている人のための板であるため、●を持っていないと書き込めない。閲覧に関しては制限はない。
beカテゴリの3板はbe@2chのアカウントを持ってログインした状態でないと書き込めない。閲覧に関しては制限はない。
なお、電子掲示板全般での2ちゃんねるの存在は際立っており、このため機能や形態などが2ちゃんねるを参考に作られた掲示板は数多く存在する。その類型は無数に存在するが、単に同種のスレッド表示型から、インターフェイスから使用背景画像まで似せたものまでさまざまである。

### 規制
プログラムを利用した大量投稿などを阻止するために、ホスト規制がしばしば実施されることがある。その際、該当ホスト利用者が巻き添え規制されることがある。ホスト規制は運営による恣意的な判断が認められているため、内容如何によっては1回の投稿でも長期もしくは無期限のホスト規制がかけられる。また、ホスト規制だけでなく、NGワードによる規制（Rock54）、Cookieによる端末規制も併せて行われる。2018年ごろから規制(他所でやって下さい表示等)が広範化されたことで投稿数は大きく落ち込む傾向にある。
- 2008年8月20日にasahi-netの動的IPのユーザーに対して全板においての永久規制を行った。きっかけとなったのは、asahi-netを通じて各板において荒らしを行ったユーザーが一人現れたためであるが、動的IPであったためホストを特定できず、asahi-netの動的IPのユーザー全てに永久規制をかけることとなった。これに対してasahi-netのユーザーである2ちゃんねらーからは多くの不満が出ている。
- 2009年3月中旬から7月中旬にかけて、「ソフトバンクBB」ユーザー（bbtec.net）の利用を全面的に禁止（全サーバー規制）する措置を運営側が取った。これは個人情報を幾度も垂れ流す悪質なユーザーが現れたためだが、本来ならばそのユーザーが送信したと思われる地域のみに特定し運営側が規制を行うことも可能であると言われているものの、ソフトバンクのユーザー全員を巻き込んで規制された（このユーザーはほかのプロバイダーでも同様の行為をしており、ネットカフェから投稿していたことがのちに発覚した）。
- 2009年の衆議院選挙に関連して民主党関連の批判記事を大量コピーペーストしたホストに対して規制が行われ、その後同様のコピーペーストが行われると1回で規制が発動され批判を招いた。同様に規制を妨害したり（「記念カキコ」）一度ブロックされた大量コピーペーストが再度投稿されると「見せしめ」と称して規制発動されるなど、規制については掲示板の公共性をまったく容認しないスタンスで終始しており、運営による恣意的管理が広く認められているのが特徴である。
- 2010年8月現在、先に述べた動的IPに対しての規制のためKDDI・OCN・EMOBILEなどの大手ホストからの書き込みはほとんどできない状態が続いている。
- 2010年8月以降、スレを埋め立てる埋め立て屋が現れ、運営側が埋め立て屋の件に関して長期間規制をかけているため書き込みができない状況になった。
- 2011年3月中旬、Cookieを使った書き込みレベル規制「忍法帖」が導入された。
- 2014年2月に西村らが運営より解任されて以降は大規模な規制は行われていない。
- 2014年中旬からNGワードとして、敵対するサイト（2ch.scやログ速、ニコニコ動画など）が登録されはじめる。また同時に、CoPiPeと呼ばれる同一内容の投稿を防止するシステムが作成される。
- 2015年初旬に、NGワードの投稿回数で規制される機能の存在が判明する。これにより荒らしがIPを変えながら利用したプロバイダは事実上の大規模規制された状態になっている。

## 文化
2ちゃんねるは、それ以前に隆盛したアンダーグラウンド掲示板「あやしいわーるど」や直接の派生元である「あめぞう」の流れを受けた文化を持っており、大半が固定ハンドルを用いることなく参加し、ネットスラングや絵文字が多用される。また、攻撃的言辞や不謹慎な書き込みも多い。

### 名無し
多くのウェブサービスと違い、システム上名前を入力することが必須ではなく、そのため書き込みをする人も固定の名前を使うより「名無し」で発言することが多い。これはあめぞうからの影響が多大である。そのためか、固定ハンドルネームで書き込む利用者はNGに入れられたりなど、嫌われる傾向にある。

### ネット右派との親和性
2ちゃんねる発足同時期の1999年からネオナチ・極右ユーザーがリベラル系のサイトをターゲットに攻撃を仕掛けており、瀬戸弘幸は実名で頻繁に投稿を繰り返していた。時事関連の板で外国人労働者や外国人参政権に関連した荒らし紛いの論戦が繰り広げられていた。
2000年4月、2ちゃんねるで初の大規模炎上が発生する。石原慎太郎東京都知事の「三国人発言」に抗議のメールを都庁宛てに送るよう呼びかけた当時の小金井市女性市会議員をターゲットに「都知事・府知事板」に大量の誹謗中傷メッセージが書き込まれる。性犯罪を示唆するような内容も含まれていた。市議のホームページの掲示板も荒らされ閉鎖に追い込まれた。市議は2ちゃんねるの運営に書き込みの削除を要請したが、このことが2ちゃんねらーの反発を買い、さらに激しい攻撃を受けるようになった。市議は心労により5月29日、市の委員長を辞任するも炎上は収束せず。

## 社会への影響と問題励起

### ネットワーク社会への影響
日本語による最大の匿名掲示板である2ちゃんねるは、炎上現象の発生源になるなど社会や個人にさまざまな影響を与えており、2ちゃんねるからと思われる閲覧者をリファラやNGワード機能を用いてアクセス禁止にしているサイトもある。
また2ちゃんねるは、運営陣のほとんどがセキュリティ関連の知識に疎いと言われており、アクセス量に対して管理者が少なく、DoS攻撃やゼロデイアタックの攻撃対象となりうる。サーバのURLを投稿するだけでも、ユーザーのアクセスが集中してDDoS攻撃となることもある。いずれにしても、総じてトラフィック上の負荷に与える影響は大きい。このため、2ちゃんねるのサーバはTyan製マザーボードが用いられており、またネットワーク負荷に耐えるためにアメリカ・サンフランシスコ市内の通称「365 Main」と呼ばれるインターネットエクスチェンジ網直結のインターネットデータセンターに設置されている。

### プライバシーと犯罪行為との兼ね合い
2ちゃんねるはその特性上、一部ではあるが、投稿による特定の個人に対するプライバシーの暴露や誹謗中傷を含む書き込みが存在している。2ちゃんねるに限った話ではないが、総務省が匿名掲示板でたびたび発生する人権侵害事案に対処するため、「名誉毀損・プライバシー関係ガイドライン」を改訂、書き込まれた内容について被害者本人に代わって法務省人権擁護局が削除を要請できるようにする方針を決めた。このガイドラインに基づき、各地の法務局の人権擁護課が未成年犯罪者の実名掲載などの削除要請を行っている。
これに対して当時の管理人・ひろゆきは以下のように述べ、要請に応じなかった（法務省もこれに対する明確な答えを出していない）。

### 犯罪予告と投稿監視
西鉄バスジャック事件以降、誘発されるように犯罪予告を書き込んで逮捕される者や、それを実行に移し逮捕される者が現われる。また、爆破・殺人の予告書き込みによる逮捕者を出しているため、大きな事件があると、各板で頻繁に書き込まれている殺害・襲撃予告と事件の関連性を関係機関がチェックしているとされるほか、警察庁のサイバーフォースが定期的に検索をかけ書き込みを監視している。また明らかにいたずら目的と思われる些細な犯罪予告の書き込みでも、ほかのユーザーが運営側に通報して逮捕などに至ることがあり、多くのユーザーの間では犯罪予告は禁句となっている。犯罪予告であるというだけでは2ちゃんねるでの削除基準に触れることはなく、証拠保全すべきものとして扱われているため、犯罪予告を削除依頼してもまず削除されることはない。だが、監視が頻繁に行われている一部の板では、管理人が犯罪予告と判断したスレッドを強制的に停止するという措置もとられている。
その後は秋葉原通り魔事件を受けて、2008年にサービスを開始した予告.inに通報・自動通報されることで、ある程度は抑制・逮捕することが可能になったが、完全な撲滅にはほど遠い状況が続いている。
さらに、デマや悪意のある書き込みで企業が不利益を被らないよう、それらの監視を専門とする部署を設け、監視を外部に委託する企業が大企業を中心に増えているとも言われており、実際に大手広告代理店の電通がガーラと業務提携し、掲示板の自社に関する書き込みを監視・通報するASPサービス「電通バズリサーチ」を顧客企業に有償で提供している（月額100,000円(消費税別)/1クライアント）。これらの2ちゃんねるを使ったサービスの提供により利益を得ることは、ユーザーや運営側も当初から問題視されており、2005年ごろにはトップページの下部にそれに対する注意を喚起する記載があった。
また、パソコンが遠隔操作され4人が誤認逮捕されたパソコン遠隔操作事件では、2ちゃんねるが遠隔操作ウイルス感染のきっかけとなった。警視庁などの合同捜査本部は2012年11月26日、書き込みなどに使われたインターネット掲示板、「2ちゃんねる」の関連先とされた会社への家宅捜索で、有料会員のデータや投稿マニュアルなどを差し押さえた。捜索は2012年8月9日、2ちゃんねるに東京都江東区で開かれたイベントをめぐり「コミケで大量殺人」と殺人予告が書き込まれたことで会場警備が強化された。2ちゃんねるへの一連の書き込みは送信元を特定されないように匿名化するソフトが使われていたが、一度だけソフトが使われていない可能性があることが判明した。

### 少年・児童に対する教育上の問題
キッズgooなどの一部の子供向け検索サイトではフィルタリングされており、フィルタリングソフトでは「掲示板」カテゴリに入っている。
2007年2月にWebフィルタリング業者ネットスターが発表した調査によると、「小・中学生の2ちゃんねる利用率は12.2%」という結果が出ており、すでに小・中学生の1割以上が「2ちゃんねらー」であるとする統計がある。

### 学術研究の公正性への貢献
医学等の学術論文における捏造疑いの指摘が2000年ごろから生物板で持続的になされている。多くの書き込みが問題の本質を突いていると評価する文献もある。2ちゃんねるでの指摘が契機となり懲戒解雇などの処分をされた大学教員は多数存在する（詳しくは11jigenや匿名Aによる論文大量不正疑義事件を参照）。

## 社会の反応

### 好意的な利用法
2ちゃんねるはありとあらゆるテーマの掲示板がジャンルを問わず存在し、交換される情報は非常に多種多様である。消費者や技術者などが商品・サービス・技術などに関する情報を交換するCGMサイトとして利用されている板や、学問上の議論に利用される学問カテゴリもある。
しかし、それらが厳密な意味で「公正で偽りのない情報交換の場」、あるいは「明確な目的を持った学術的な討議の場」として正確に機能しているとは言いがたく、利用者の良識に委ねられている。
また、学問的な貢献の例としては、韓国の黄禹錫によるヒトの胚性幹細胞（ES細胞）の捏造の発見に、韓国の掲示板とともに貢献した（2005年12月）ケースがあり、福岡大学のNTPサーバへのアクセス集中問題の公表・解決に貢献したこともある（2005年1月）。
災害時などには情報蓄積・提供サイトとしても利用され、2004年10月の新潟県中越地震では、Yahoo!掲示板や地震情報まとめサイトなどとともに個人レベルを中心とした情報提供に活用された。地震速報板などの地震専用板も常時開設されている。

### 否定的・批判的評価
2ちゃんねるは「便所の落書き」と言われることが多々ある。たとえば、2001年8月12日に東京・渋谷の株式会社アスキー本社で開催された「アスキーの西氏が取締役を退任」スレッドのオフ会で、西和彦は「2ちゃんねるは便所の落書きみたいなものだ」と、オフ会に参加していた管理人（当時）であったひろゆきの前で語っている。この呼び名は2ちゃんねる内でも利用されることがある。
2ちゃんねるは、「あやしいわーるど」や「あめぞう」など、それ以前から存在する同種の掲示板利用者から嫌われる傾向にあり、「痰壺」（たんつぼ）などと呼ばれることがある。開設者のひろゆきは、それをブラックジョークとして、2ちゃんねるのトップページに「壷」を表示した。

### 政界と2ちゃんねる
政党レベルでは、2000年5月10日に民主党の菅直人が、自らを騙った人物のものと思われる「民主党の菅直人からみなさまにお願い」という書き込みを削除するよう、弁護士を通じて2ちゃんねるに通知書を送付している。
2007年の自由民主党の総裁選後に麻生太郎は、「自分は2ちゃんねるにたまに書き込む」と語っている。
選挙の時期が来るたびに又吉イエスやマック赤坂を応援する内容の書き込みが多く投稿されるが、書き込みの大半は面白半分によるものなため、票にはまったく結びついておらず、一度も当選したことはなく落選し続けている。また特定の政治家や企業などのイメージダウンを狙った意図的なデマも頻繁に書き込まれており、与野党を問わず政党を中傷する怪文書的な書き込みも多く投稿されている。選挙のシーズンになるとこの傾向は一層に強くなる傾向にある。

### メディア
日本のマスメディアにおいて、各種メディアで「インターネットの掲示板で」と報じられた場合は、2ちゃんねるを指していることがある。ただし、2ちゃんねる以外の電子掲示板のことを指している場合も当然存在する。
また、2004年以降、テレビ番組でも2ちゃんねるや2ちゃんねらーが取り上げられるケースが増えてくるなど、一般的な2ちゃんねるのイメージが変わりつつあるとされる（ただし、必ずしもよいイメージとは限らない）。TBS系「Pooh!」やフジ系「EZ!TV」などの番組で紹介されるとともに、ハンドルネームを名乗って利用する者が顔出しで登場し、その度に実況板は利用者過多によりサーバが停止するほどの祭りになった。また、芸能人が2ちゃんねるを利用していることを公言することがある。青木さやか、長井秀和、南野やじなどのお笑い芸人がネタとして用いたり、品川庄司の品川が自身を「つまらない」と書かれた際「そんなことないよ、品川庄司おもしろいよ」と書き込んだら「コイツ品川っぽくね？」と書かれたことを「行列のできる法律相談所」で明かしたり、爆笑問題が自身のアスキーアートを褒めたりするケースもある。
すべてがそうではないが、芸能リポーターや夕刊紙、週刊誌が芸能ネタを探すのに利用していることもあり、それを逆手に取って架空の交際ネタや交際写真を捏造しリポーターなどに掴ませ、笑い物にしている例もある。特にアナウンサーがらみの交際ネタが多いとされ、アナウンサーの顔写真をポルノ画像に合成したアイコラ画像が2ちゃんねるから多く出回っており、そのことがテレビ局主催イベントでの過度の撮影規制の原因になっていると一部で言われている。
論壇誌『諸君!』の「麹町電網（インターネット）測候所」は、ほぼ毎号2ちゃんねるを中心にした内容であり、2ちゃんねるの紹介を図っている。後述する他のサイトなどの反応の政治系サイトと類似している。『週刊文春』は近い観点で批判することもあるため、新潮社と同様に関係は良好とされることがある。
毎日新聞は2007年1月1日に特集連載「ネット君臨」の第1部「失われていくもの」で、2ちゃんねらーの囃し立てた「死ぬ死ぬ詐欺」を、「難病児募金をあざける『祭り』」と題して紹介した。赤報隊事件を賛美し時効を喜んだ書き込みなども取り上げたが、2ちゃんねる自体への批判ではなく、社会現象として取り上げた。しかし、奈良小1女児殺害事件などに関する犯罪報道では、確たる証拠もなく2ちゃんねらーが犯人ではないかと疑わせる報道を行うこともあった。
メディアが何気なしに報道したものが2ちゃんねる内で爆発的に定着したものもある。「ニート」などがその代表例で、フジテレビ系「情報プレゼンター とくダネ!」でニート特集をした際、映っていた人物の顔や発言が極めて特徴的かつ自然的だったので、その人物のアスキーアートが作られ、顔部分がほかのものに差し替えられた変造版も含めて、瞬く間に2ちゃんねる中に定着していった。